# 2015 en Guinée
2013 en Guinée - 2014 en Guinée - 2015 en Guinée - 2016 en Guinée - 2017 en Guinée
 2013 par pays en Afrique - 2014 par pays en Afrique - 2015 par pays en Afrique - 2016 par pays en Afrique - 2017 par pays en Afrique 

## Gouvernement
- Élection présidentielle guinéenne de 2015 : Alpha Condé (réélection depuis le 11 octobre 2015)

## Chronologie

### Octobre
- 11 octobre : Alpha Condé réélu président de la république de Guinée